# Niles Eldredge
Niles Eldredge (ur. 25 sierpnia 1943) – amerykański paleontolog i ewolucjonista.

## Działalność i poglądy
Wraz ze Stephenem J. Gouldem jest jednym z autorów koncepcji punktualizmu.
Specjalizuje się w badaniu ewolucji trylobitów, badał także schematy powtarzające się w historii życia, w celu zbadania, w jaki sposób wpływają one na przebieg ewolucji współcześnie. W 1972 z Gouldem opracował teorię punktualizmu, która była ku temu pierwszym kamieniem milowym. W swojej książce z 1999 The Pattern of Evolution stworzył kompleksową teorię (ang. sloshing bucket), szczegółowo określającą wpływ środowiska zewnętrznego na ewolucję.
Od 1969 pracuje jako kustosz w Amerykańskim Muzeum Historii Naturalnej. W maju 1998 został także głównym kustoszem Hall of Biodiversity AMNH. Jest autorem kilku książek dotyczących postępującego niszczenia środowiska naturalnego w świecie (m.in. Life in the Balance). Publikował również liczne książki i artykuły krytykujące koncepcję kreacjonizmu (m.in. The Triumph of Evolution... And The Failure of Creationism). W 2011 roku otrzymał nagrodę „Przyjaciela Darwina” (Friend of Darwin) przyznawaną przez National Center for Science Education. Jest redaktorem naczelnym czasopisma „Evolution: Education & Outreach”.

## Wybrane publikacje
- J. Cracraft, N. Eldredge (red.): Phylogenetic Analysis and Paleontology. New York: Columbia University Press, 1979. Brak numerów stron w książce
- N. Eldredge, J. Cracraft: Phylogenetic Patterns and the Evolutionary Process. Method and Theory in Comparative Biology. New York: Columbia University Press, 1980. Brak numerów stron w książce
- N. Eldredge: The Monkey Business. A Scientist Looks at Creationism. New York: Pocket Books, 1982. Brak numerów stron w książce
- N. Eldredge: The Pattern of Evolution. New York: W. H. Freeman and Co., 1999. Brak numerów stron w książce
- N. Eldredge: The Triumph of Evolution... And the Failure of Creationism. New York: W. H. Freeman and Co., 2000. Brak numerów stron w książce
- N. Eldredge: Charles Darwin. Discovering the Tree of Life. New York: W. W. Norton, 2005. Brak numerów stron w książce

## Tłumaczenia prac na j. polski
- Życie na krawędzi. Rozwój cywilizacji i zagłada gatunków, Warszawa 2003, Prószyński i S-ka, s. 224. ISBN 83-7255-159-6 (Life In the Balance. Humanity and the Biodiversity Crisis 1998).